# Otto Karl von Hüllessem-Meerscheidt
Otto Karl Freiherr von Hüllessem-Meerscheidt (* 23. September 1831 in Kuggen bei Königsberg; † 17. Dezember 1902 in Wiesbaden) war ein Rittergutsbesitzer und Reichstagsabgeordneter.

## Leben

### Herkunft
Seine Eltern waren Heinrich Freiherr von Meerscheidt gen. von Hüllessem (* 2. Februar 1793; † 2. Juni 1862) – Herr auf Kuggen und Molsehnen – und dessen Ehefrau Natalie von Bredow (* 13. Dezember 1806; † 9. März 1879) aus dem Haus Wölsickendorf.

### Werdegang
Hüllessem-Meerscheidt war Rittergutsbesitzer auf Kuggen. Von 1856 bis 1862 war er Landrat des Kreises Osterode/Opr. und von 1862 bis 1900 Landrat des Landkreises Königsberg.
Von 1867 bis 1874 war er Mitglied des Norddeutschen Reichstags und des Deutschen Reichstags für die Konservative Partei für den Reichstagswahlkreis Regierungsbezirk Königsberg 4 (Fischhausen-Königsberg-Land). Von 1868 bis 1870 gehörte er außerdem dem Zollparlament an. 1874 unterlag er dem nationalliberalen Gegenkandidaten Alfred Siegfried.

### Familie
Er heiratete am 31. August 1864 Amalie Luise Gabriele Gräfin von Keyserlingk (* 2. April 1838; † 6. März 1896), Tochter von Otto von Keyserlingk zu Rautenburg. Das Paar hatte folgende Kinder:
- Manfred (* 27. Mai 1865)
- Irene (29. Juni 1866; † 26. Oktober 1957) ⚭ 15. August 1888 Konrad Graf Finck von Finckenstein (1860–1916)
- Eberhard (* 27. Mai 1870; † 18. September 1943), preußischer Major ⚭ 24. September 1894 Eveline Gräfin von der Pahlen (* 7. Dezember 1868)